# Холл, Кеннет
Сэр Кеннет Октавиюс Холл (англ. Sir Kenneth Octavius Hall; род. 4 декабря 1941) — генерал-губернатор Ямайки с 16 февраля 2006 по 26 февраля 2009 года, сменил Говарда Кука. До этого преподавал в Университете Вест-Индии как профессор. В 1994—1996 годах был заместителем генерального секретаря Карибского сообщества.
13 января 2009 года Кеннет Холл подал в отставку с поста генерал-губернатора из-за проблем со здоровьем. Его сменил Патрик Аллен.